# Bibliothèque Cecil-H.-Green
Pour les articles homonymes, voir Green.
La bibliothèque Cecil-H.-Green (communément appelée bibliothèque Green) est la bibliothèque principale du campus de l'université Stanford et fait partie du réseau de bibliothèques rattachées à cette université. Nommé en l'honneur de Cecil Howard Green, elle abrite 4 millions de volumes, dont la plupart concernent les sciences humaines et sociales. Les bibliothèques situées ailleurs sur le campus couvrent des domaines spécialisés tels que les affaires, le droit, la médecine ou l'ingénierie. Comme pour d'autres bibliothèques de Stanford, les livres de la bibliothèque Green sont numérisés dans le cadre du projet Google Livres. 

## Historique
La première bibliothèque de Stanford se trouvait située dans le coin nord-est du quadrilatère intérieur. Elle occupait une grande salle pouvant accueillir une centaine de lecteurs. En 1900, elle fut remplacée par un bâtiment baptisé bibliothèque Thomas Welton Stanford (en) en l'honneur de son principal donateur, le frère cadet de Leland Stanford. Très tôt, on réalisa que cette bibliothèque devenait trop petite, et une nouvelle bibliothèque plus grande fut construite dans un bâtiment séparé qui fut cependant détruite lors du tremblement de terre de 1906 à San Francisco avant que sa construction ne soit achevée.
La construction d'une nouvelle bibliothèque de plus grande envergure fut approuvée en 1913 et achevée en 1919. Ce bâtiment forme la partie la plus ancienne de la bibliothèque Green actuelle. En 1980, une plus grande annexe a été ajoutée et la bibliothèque a été renommée en hommage à Cecil Howard Green. La partie originelle du bâtiment est maintenant connue sous le nom de bâtiment Bing en reconnaissance envers Peter Bing, qui a fait don d'une somme d'argent substantielle pour le réparer à la suite du tremblement de terre de 1989 à Loma Prieta.